# Jessica Cormick
Jessica Paula Cormick Santos (São Sebastião, 6 de agosto de 1986) é uma sargento reformada da Polícia Militar do Estado de São Paulo e política brasileira, atualmente prefeita de São Bernardo do Campo, no estado de São Paulo.

## Carreira na Polícia Militar
Jessica ingressou na Polícia Militar em 2005. Foi promovida a cabo em 2016 e, posteriormente, a sargento após concluir o Curso de Formação de Sargentos (CFSII-20). Especializou-se em Polícia Ostensiva e Preservação da Ordem Pública, além de realizar cursos voltados à gestão pública e aos direitos humanos.

## Vida pessoal
Jessica é casada com Éder Cormick, também sargento da Polícia Militar. O casal se conheceu enquanto trabalhava no 6.º Batalhão da Polícia Militar Metropolitano (6º BPM/M).

## Títulos e honrarias
Em julho de 2025, recebeu o título de Cidadã São-bernardense concedido pela Câmara Municipal de de São Bernardo do Campo, em reconhecimento à sua atuação na segurança pública e representatividade política.

## Ingresso na política
Sem ambições políticas anteriores, foi convidada pelo então candidato a prefeito Marcelo Lima para compor a chapa como vice-prefeita nas eleições municipais de 2024. A candidatura foi bem recebida pela população, destacando-se pela representatividade feminina e pela experiência em segurança pública. A chapa foi eleita com 55,7% dos votos no segundo turno.

## Prefeita de São Bernardo do Campo
Em agosto de 2025, após o afastamento de Marcelo Lima por ordens do Tribunal de Justiça do Estado de São Paulo, em detrimento das investigações da Polícia Federal no âmbito da Operação Estafeta, Jessica assumiu oficialmente o cargo de prefeita de São Bernardo do Campo em 15 de agosto de 2025.
Jessica tornou-se a primeira mulher eleita vice-prefeita e que viria a assumir a chefia do Executivo municipal em São Bernardo do Campo. Sua posse formal ocorreu em 15 de agosto de 2025, com assinatura do termo de substituição e encaminhamento à Câmara Municipal e à Justiça.

## Formação acadêmica
Jessica Cormick está cursando MBA em Governança Pública.